# Bonlier
Bonlier ist eine französische Gemeinde mit 472 Einwohnern (Stand 1. Januar 2022) im Département Oise in der Region Hauts-de-France. Die Gemeinde liegt im Arrondissement Beauvais und ist Teil der Communauté d’agglomération du Beauvaisis und des Kantons Mouy.

## Geographie
Die Gemeinde liegt rund sieben Kilometer nördlich von Beauvais.

## Einwohner
| 1962 | 1968 | 1975 | 1982 | 1990 | 1999 | 2006 | 2011 |
| ---- | ---- | ---- | ---- | ---- | ---- | ---- | ---- |
| 161  | 154  | 178  | 222  | 338  | 385  | 378  | 399  |

## Verwaltung
Bürgermeister (maire) ist seit 2014 Alain Drujon.

## Sehenswürdigkeiten
- Kirche Saint-Roch, 1957 als Ersatz für die im Zweiten Weltkrieg durch alliierte Bombardierung 1943 zerstörte alte Kirche[1]

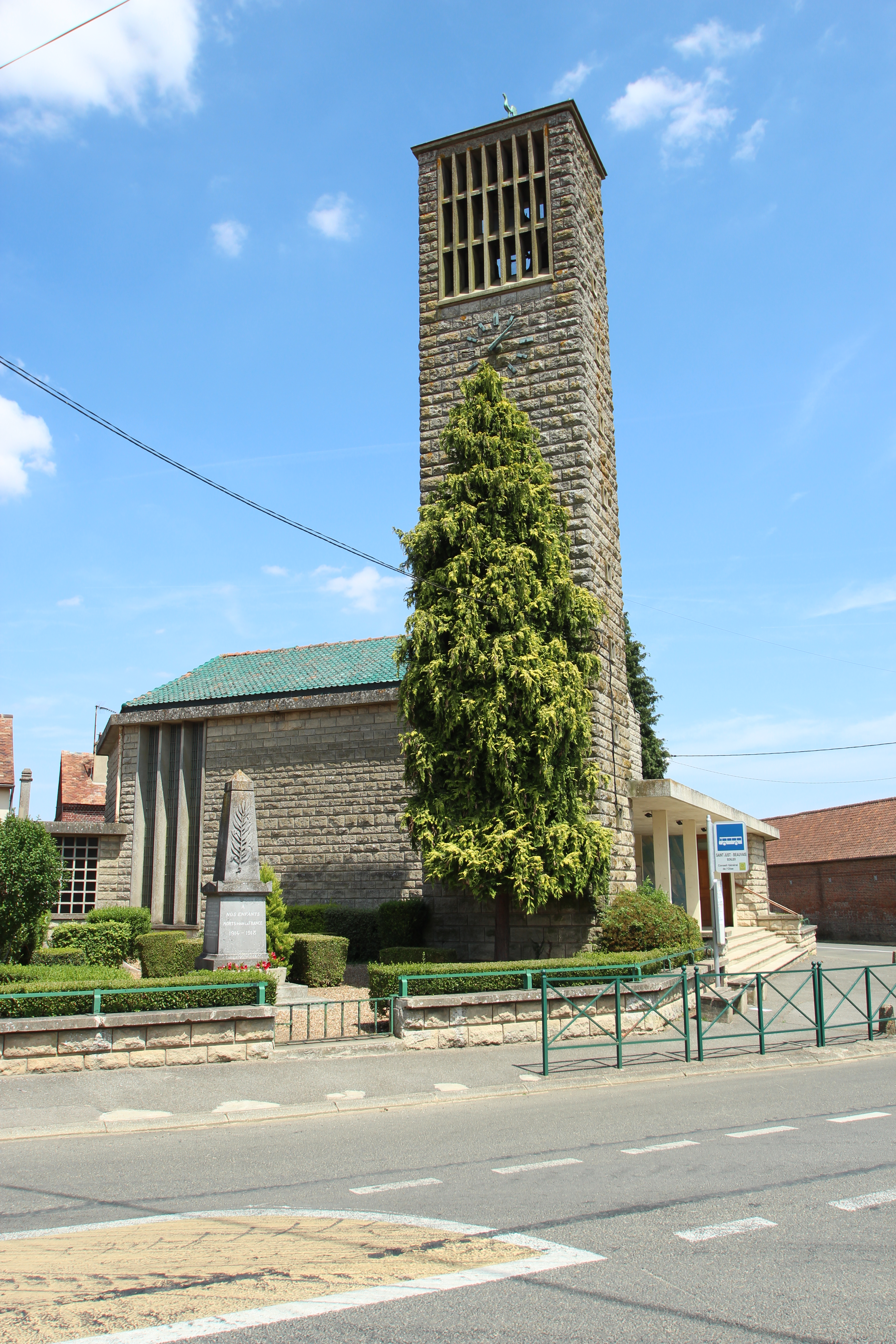
Kirche Saint-Roch